# Don Matteo (personaggio)
Don Matteo è un personaggio immaginario interpretato da Terence Hill, uno dei due protagonisti dell'omonima serie televisiva.
Il personaggio è conosciuto generalmente senza un vero e proprio cognome, infatti nel corso della serie il cognome è stato indicato pochissime volte, venendo peraltro modificato da Minelli a Bondini.

## Creazione e sviluppo del personaggio
Questa serie incentrata su un sacerdote detective fu concepita nel 1998. 
Tuttavia, prima di contattare Terence Hill, gli autori avevano pensato a Lino Banfi. Nella sceneggiatura provvisoria il nome di battesimo del protagonista era Teodoro, ma questo nome non convinse affatto Terence Hill, che lo fece cambiare con Matteo. Tra le fonti di ispirazione per il personaggio di Don Matteo, Terence Hill ha citato anche un suo precedente personaggio: il pistolero Trinità, protagonista di Lo chiamavano Trinità....
Umberto Eco in un suo saggio sulla traduzione prende come esempio il personaggio di Don Matteo per l'introduzione anche nella lingua italiana dell'abitudine, di origine anglosassone, di riferirsi ai sacerdoti con l'appellativo padre invece che reverendo. Federico Ruozzi nel testo Voci e immagini della fede: radio e tv (Istituto Treccani) rileva come tra le fonti di ispirazione che portarono alla definizione del personaggio possa essere citato Padre Brown di Chesterton.

## Biografia del personaggio

### Prima della storia della serie
Don Matteo è nato intorno al 1940 in un paese situato a 30 km da Gubbio, ma è stato missionario in Brasile, negli Stati Uniti d'America (in particolare in Alaska), in Messico, in Amazzonia, in vari stati africani e nelle Filippine. 
Quando viene nominato parroco a Gubbio è molto felice, perché ha modo non solo di tornare nei suoi luoghi d'origine, ma anche di guidare la parrocchia che fu di Don Luigi, il parroco che lo ha battezzato.

### Sacerdote-detective
Dotato di grande umanità, intuito e di una profonda conoscenza dell'animo umano, ha il pregio di capire e vedere nel profondo le persone. Don Matteo non si limita a svolgere il suo lavoro in parrocchia, anzi è un abilissimo investigatore: quando i Carabinieri non sono in grado di venire a capo dei casi criminali che si verificano in città, il maresciallo Nino Cecchini, migliore amico di Don Matteo, chiede sempre aiuto al sacerdote per risolvere il caso. Tale attività investigativa non è molto gradita né ai superiori del maresciallo Cecchini (i tre capitani che si susseguono nel corso della serie), né agli ecclesiastici superiori di Don Matteo, in particolare ai tre vescovi che si susseguono nelle serie, tuttavia Don Matteo arriva sempre alla soluzione del caso prima dei Carabinieri attraverso l'analessi, motivo per cui tutti alla fine riconoscono i suoi meriti e la sua abilità.
Nel finale della 5ª stagione, don Matteo parte per il Brasile come missionario. Nel primo episodio della 6ª stagione, però, torna a Gubbio come parroco. De facto il personaggio non era uscito di scena. Don Matteo lascia la serie definitivamente durante la 13ª stagione: la sua ultima partecipazione in carne ed ossa avviene nel quarto episodio di detta stagione, in cui svolge normalmente una indagine ma poi si allontana misteriosamente dalla chiesa. Nell'episodio seguente arriverà il suo sostituto, Don Massimo Sartori (che in realtà si chiama Matteo Mezzanotte) e il protagonista storico viene mostrato solo attraverso una controfigura: nel finale dello stesso episodio, si ascolta la voce fuori campo di Terence Hill che legge una lettera con cui don Matteo saluta i suoi amici di Spoleto. Don Matteo riapparirà, anche se attraverso immagini di repertorio tratte da alcuni episodi delle stagioni precedenti, nel quinto episodio della quattordicesima stagione, nel corso del quale il maresciallo Cecchini ha delle allucinazioni che lo vedono protagonista.

### Abbigliamento e altre caratteristiche
Don Matteo indossa quasi sempre la tonaca (logora e trasandata nelle ultime serie) e un basco nero. Il mezzo di trasporto con cui si sposta più frequentemente è la sua inseparabile bicicletta d'epoca, ma possiede anche un'Ape 50 (nella 3ª e 4ª stagione) e un'Ape 750. È esperto di moltissime attività, tra le quali gli scacchi, gioco in cui ama sfidare il maresciallo Cecchini, anche se quest'ultimo non è molto portato e non riesce quasi mai a batterlo. Don Matteo ha inoltre un innato istinto benevolo che lo porta a comprendere con facilità i sentimenti altrui ed a trovare sempre il modo per essere di conforto a chi sta provando sentimenti negativi.
Essendo conosciuto solo per nome, il cognome di Don Matteo è a volte ambiguo, come nel ventiquattresimo episodio dell'8ª stagione, nel quale il capitano Tommasi chiede a Emanuel di confermare le accuse nei confronti di "Matteo Boldrini", e in cui Pippo porta un giornale a Don Matteo, nel quale si legge "Don Matteo Boldrini avrebbe assalito in chiesa una donna".

### Utilizzo della violenza
Il sacerdote è inoltre abile nelle pratiche di combattimento, apprese durante le sue missioni in giro per il mondo, ed è dotato di grande forza fisica, ma, essendo un uomo dall'animo pacifico, ricorre alla violenza solo quando vi si ritrova costretto per proteggere gli indifesi o i suoi amici. Nella 1ª stagione (Il piccolo angelo) combatte strenuamente contro un killer in un ospedale, mentre nella 4ª (Mio padre è stato in carcere) neutralizza un malvivente che inseguiva Nerino per ucciderlo, colpendolo con un potente pugno. Sempre nella 4ª stagione (Merce preziosa), riesce ad abbattere un criminale dell'Europa orientale che si era introdotto in canonica per rapire un bambino al quale Don Matteo stava dando ospitalità. Nell'8ª (La bambina del miracolo), invece, colpisce un uomo che aveva insultato una prostituta che aveva precedentemente ucciso; nella 9ª stagione (Niente da perdere) ingaggia un combattimento con dei criminali solo per difendere Tomás e sé stesso, mentre nella 12ª stagione (Non commettere adulterio) immobilizza facilmente l'ex marito del nuovo procuratore capo di Spoleto, colpevole dell'aggressione ai danni dell'attuale compagna.

### Quando è coinvolto nel giallo
Gli episodi che lo vedono direttamente coinvolto nel caso da risolvere sono In attesa di giudizio (1ª stagione), Sequestro di persona (3ª stagione), Il calice avvelenato (4ª stagione), Errore umano (5ª stagione), Una dura prova per don Matteo (6ª stagione), Ad ogni costo (7ª stagione), Don Matteo sotto accusa (8ª stagione), Il bambino conteso (9ª stagione), L'inganno (10ª stagione), Don Matteo sotto tiro (11ª stagione), Non avrai altro Dio all'infuori di me (12ª stagione).